# NGC 161
NGC 161 è una galassia lenticolare situata nella costellazione della Balena.

## Scoperta
NGC 161 è stata scoperta il 21 novembre 1886 dall'astronomo americano Lewis A. Swift.